# Astragalus famatinae
Astragalus famatinae är en ärtväxtart som beskrevs av Ivan Murray Johnston. Astragalus famatinae ingår i släktet vedlar, och familjen ärtväxter. Inga underarter finns listade i Catalogue of Life.